# Daniël Willemsen

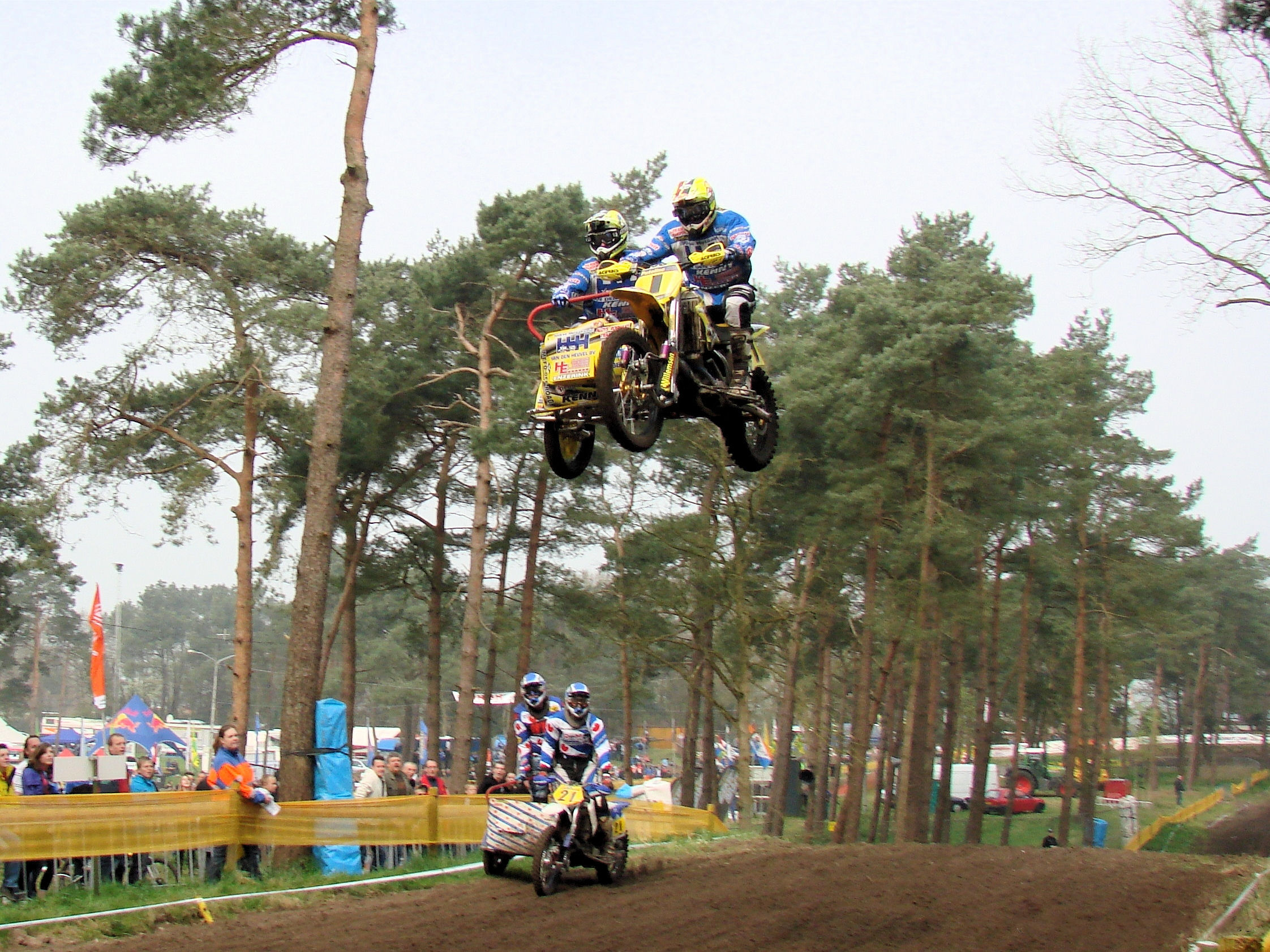
Daniël Willemsen High Jump

Daniël Johan Nico Willemsen (Laren (Gelderland), 7 mei 1975) is een Nederlands motorcrosser.
Daniël Willemsen heette aanvankelijk Johan Nico Willemsen. Nadat hij zo bij de burgerlijke stand was aangegeven, bleek de drukker echter de naam Daniël op het geboortekaartje te hebben afgedrukt. Zijn ouders vonden dit eveneens een mooie naam en handhaafden Daniël. Na de nodige legitimatieproblemen liet Willemsen zijn naam officieel veranderen in Daniël Johan Nico Willemsen. Zijn bijnamen zijn "Dangerous Dan" en "Blanco Tornado" en "Kannibaal".

## Zijspancross
Willemsen is een succesvol zijspancrosser. Tot nu toe werd hij tien maal wereldkampioen, in 1999, 2003, 2004, 2005, 2006, 2007, 2008, 2010, 2011 en 2012, een prestatie die nog nooit is voorgekomen in de geschiedenis van de zijspancross. Zijn eerste wereldtitel behaalde hij in 1999 met zijn broer Marcel als bakkenist. Willemsen heeft diverse bakkenisten gehad, onder wie Reinier van Stuivenberg, de Belgen Sven Verbrugge en Dagwin Sabbe en de Let Kaspars Stupelis. Op dit moment rijdt hij met Robbie Bax. Willemsens grootste concurrent is de Nederlander Etienne Bax met zijn bakkenist Kaspars Stupelis.
Na het behalen van zijn vierde wereldtitel werd Willemsen in 2005 onderscheiden tot Ridder in de Orde van Oranje-Nassau. Twee maanden later werd in Lochem een straat naar hem vernoemd, het Daniël Willemsenpad.
In 2012 werd aan Willemsen de Hans de Beaufort-beker van de KNMV toegekend, dat is de hoogste onderscheiding in de Nederlandse motorsportwereld. Hij ontving deze prijs voor de vijfde maal, eerder ontving hij die ook in 1999, 2003, 2006 en 2008.

## Rally Raids
In 2007 deed Willemsen ook voor het eerst mee met Le Dakar. Hij eindigde op de 48ste plaats bij de motoren. Ondanks dat hij tijdens de Dakar-rally van 2007 al riep 'nooit meer' naar Dakar te zullen gaan, verscheen hij in 2008 toch weer aan te start van het evenement. Deze werd echter afgelast in verband met terreurdreiging. In 2009 stond hij ook weer aan de start van Le Dakar. Willemsen behaalde dat jaar de 21ste plaats bij de motoren.
In 2008 zette Willemsen de Tuareg-rally op zijn naam.

## Resultaten Daniël Willemsen

### WKZijspancross
| Jaar | Team                                       | Merk      | Positie WK     | Punten | Manches | 1e plaats | 2e plaats | 3e plaats |
| ---- | ------------------------------------------ | --------- | -------------- | ------ | ------- | --------- | --------- | --------- |
| 1994 | Daniël Willemsen / Reinier van Stuyvenberg | Honda-EML | 23e plaats     | 30     | 2       | —         | 1         | —         |
| 1995 | Daniël Willemsen / Bruno Bouvet            | Honda-EML |                | 8      | 2       | —         | —         | —         |
| 1995 | Daniël Willemsen / Christian Verhagen      | Honda-EML |                | 4      | 2       | —         | —         | —         |
| 1995 | Daniël Willemsen / Marcel Willemsen        | Honda-EML | 25e plaats     | 10     | 2       | —         | —         | —         |
| 1996 | Daniël Willemsen / Marcel Willemsen        | Zabel-EML | 12e plaats     | 82     | 16      | 2         | —         | —         |
| 1997 | Daniël Willemsen / Marcel Willemsen        | Zabel-BSU |                | 231    | 14      | 5         | 4         | 2         |
| 1997 | Daniël Willemsen / Sven Verbrugge          | Zabel-BSU | 3e plaats      | 40     | 2       | 2         | —         | —         |
| 1998 | Daniël Willemsen / Marcel Willemsen        | Zabel-BSU | 2e plaats      | 279    | 18      | 6         | 7         | 2         |
| 1999 | Daniël Willemsen / Marcel Willemsen        | Zabel-BSU | Wereldkampioen | 386    | 24      | 13        | 5         | 1         |
| 2000 | Daniël Willemsen / Sven Verbrugge          | Zabel-BSU | 2e plaats      | 320    | 22      | 5         | 4         | 7         |
| 2001 | Daniël Willemsen / Sven Verbrugge          | Zabel-BSU |                | 377    | 22      | 8         | 5         | 3         |
| 2001 | Daniël Willemsen / Premsyl Novotny         | Zabel-BSU | 2e plaats      | 50     | 2       | 2         | —         | —         |
| 2002 | Daniël Willemsen / Alfons Eggers           | Zabel-VMC |                | 145    | 8       | 1         | 5         | —         |
| 2002 | Daniël Willemsen / Sven Verbrugge          | Zabel-VMC |                | 88     | 4       | —         | 4         | —         |
| 2002 | Daniël Willemsen / Bart Notten             | Zabel-VMC |                | 62     | 4       | —         | 3         | 1         |
| 2002 | Daniël Willemsen / Dagwin Sabbe            | Zabel-VMC | 2e plaats      | 199    | 12      | 1         | 5         | 1         |
| 2003 | Daniël Willemsen / Kaspars Stupelis        | Zabel-VMC | Wereldkampioen | 561    | 24      | 13        | 9         | —         |
| 2004 | Daniël Willemsen / Kaspars Stupelis        | Zabel-VMC | Wereldkampioen | 572    | 24      | 18        | 4         | 1         |
| 2005 | Daniël Willemsen / Sven Verbrugge          | Zabel-VMC | Wereldkampioen | 478    | 22      | 15        | 4         | —         |
| 2006 | Daniël Willemsen / Sven Verbrugge          | Zabel-VMC | Wereldkampioen | 341    | 16      | 13        | —         | —         |
| 2007 | Daniël Willemsen / Reto Grütter            | Zabel-VMC | Wereldkampioen | 375    | 16      | 15        | —         | —         |
| 2008 | Daniël Willemsen / Bruno Kälin             | Zabel-VMC |                | 36     | 2       | —         | —         | 1         |
| 2008 | Daniël Willemsen / Reto Grütter            | Zabel-VMC | Wereldkampioen | 495    | 22      | 19        | —         | 1         |
| 2009 | Daniël Willemsen / Dagwin sabbe            | Zabel-VMC |                | 25     | 2       | 1         | —         | —         |
| 2009 | Daniël Willemsen / Sven Verbrugge          | Zabel-VMC | 5              | 341    | 17      | 11        | —         | —         |
| 2010 | Daniël Willemsen / Gertie Eggink           | Zabel-WSP |                | 481    | 24      | 14        | 1         | 3         |
| 2010 | Daniël Willemsen / Dagwin Sabbe            | Zabel-WSP | Wereldkampioen | 75     | 4       | 1         | 1         | —         |

### Rally Raids
| Jaar | Rally         | Route                                    | Team                       | Startnummer | Merk           | Positie                                |
| ---- | ------------- | ---------------------------------------- | -------------------------- | ----------- | -------------- | -------------------------------------- |
| 2007 | Le Dakar      | Lissabon - Dakar                         | Yamaha Holland Team        | 233         | Yamaha WR 450F | 48e plaats                             |
| 2008 | Le Dakar      | Lissabon - Dakar                         | Yamaha Holland Team        | 47          | Yamaha WR 450F | rally afgelast vanwege terreurdreiging |
| 2008 | Tuareg Rallye | Nador - Mersouga - Nador - Mojácar       | EAO Tuareg Rally Team 2008 | 75          | Yamaha WR 450F | 1e plaats                              |
| 2009 | Le Dakar      | Buenos Aires - Valparaíso - Buenos Aires | Yamaha Holland Team        | 47          | Yamaha WR 450F | 21e plaats                             |
| 2010 | Tuareg Rallye | Nador - Mersouga - Nador - Mojácar       | EAO Tuareg Rally Team 2010 | 78          | Yamaha WR 450F | 70e plaats                             |